# داروساوا
داروساوا (به صربی: Darosava) یک منطقهٔ مسکونی در صربستان است که در آرانجلوواس واقع شده‌است. داروساوا ۲٬۰۲۳ نفر جمعیت دارد.